# Kommando Sinai
Kommando Sinai (alternativ: Schatten über Tiran oder Sechs Tage Krieg) ist ein 1968 veröffentlichter Action-Kriegsfilm aus deutsch-israelischer Koproduktion. Produziert wurde der Streifen von der Berliner Aero Film GmbH und der israelischen Ran Film. Er wurde am 9. Mai 1968 in Israel uraufgeführt. In Deutschland kam er zum ersten Mal am 21. Juni 1968 in die Kinos.

## Internationale Aufführungen
In den Vereinigten Staaten lief der Film auch unter dem Titel Sinai Commandos – The Story of the Six Day War. Der israelische Titel lautete Ha-Matarah Tiran (hebräisch המטרה טיראן), in Dänemark Commando Sinai, in Italien La guerra dei sei giorni, in Portugal Comandos do Sinai und in Griechenland To Suez stis floges.

## Vorbemerkung
Der Film handelt während des Sechstagekriegs zwischen Israel und den arabischen Staaten Ägypten, Jordanien und Syrien vom 5. bis zum 10. Juni 1967. Auch die Araber werden von Israelis dargestellt. Der Film behandelt die Einnahme der Stadt Scharm El-Scheich auf der Sinai-Halbinsel im Sechstagekrieg.
Die Handlung spielt in der Wüste Sinais. Kurz vor Beginn der israelischen Offensive macht ein israelischer Kommandotrupp eine von „dümmlich“ dargestellten Ägyptern bewachte Radarstation nahe dem beabsichtigten israelischen Luftangriffsziel unschädlich.

## Handlung
Kurz vor Ausbruch des Sechstagekrieges erhält der israelische Reserveoffizier Uri Littman den Auftrag, gleich nach der Eröffnung der Kampfhandlungen eine wichtige, schwer befestigte Radarstation auf der Sinai-Halbinsel bei Scharm El-Scheich zu zerstören. Für dieses streng geheim gehaltene Kommandounternehmen sucht er sich sieben ihm bekannte zuverlässige Männer aus. Danach kann die Expedition in das Feindesland ihren Anfang nehmen.
Das Mädchen Nira hilft, von Elath aus über das Rote Meer die Stelle zu erreichen, die als Ausgangspunkt für den Marsch ins Landesinnere am geeignetsten ist. Weil sie ihr Fahrzeug zerstören muss, um von gegnerischen Patrouillenbooten nicht aufgebracht zu werden, schließt sich Nira den Soldaten an. Schmuggelnde Beduinen halten den Trupp auf. Es gibt auch schon unterwegs ein Feuergefecht mit einer ägyptischen Streife, dann stößt ein israelischer Pilot mit dem Befehl, den Überfall vorzuverlegen, zu ihm und endlich ist es so weit: Die Anlage liegt vor den Angreifern, sie stürmen die Station und jagen sie – wenn auch unter schweren Verlusten – in die Luft. Der Sabotageakt ist gelungen.

## Kritiken
Das Lexikon des internationalen Films zieht folgendes Fazit: „Die erste Kinoreaktion auf den Yom-Kippur-«Blitzkrieg» […] in Form eines heldenhaft unglaubhaften Actionfilms, der in mancher Hinsicht den deutschen Landser-Groschenheften gleicht.“ Auch der Evangelische Film-Beobachter gelangt zu keiner besseren Einschätzung: „Dieser […] Farbfilm bringt nicht nur geringe künstlerische Ausbeute, sondern verpufft auch im Endeffekt, weil er wieder das tödlich ernste Kriegsgeschehen zu einem Abenteuer von wagemutigen Leuten herabwürdigt.“

## Soundtrack
Der von Ron Eliran geschriebene Song Sharm el-Sheikh, der die Einnahme von Scharm El-Scheich im Sechstagekrieg beschreibt, wurde für den Soundtrack von Rolf Bauer, Ron Etzel, Horst-Adolf Hass, Martin Blinder und Berry Lipman eingespielt.